# Logos (banda)
Logos fue una banda argentina de heavy metal, formada en Buenos Aires en 1990 por Alberto Zamarbide, Adrián Cenci y Miguel Roldán, luego de la separación de V8.

## Historia

### Surgimiento y primeros shows (1990-1993)
Hacia fines de los años 1980, luego de la separación de V8 (banda pionera del heavy metal argentino), Alberto Zamarbide, Miguel Roldán y Adrián Cenci deciden fundar un nuevo grupo llamado Logos. Ambos coinciden en utilizar el vocablo griego «logos» por encontrarlo afín al nuevo mensaje que desean transmitir, dado que este denota aquello que es «inteligente e inteligible», y que traducido como «palabra» o «verbo» también es usado para expresar el mensaje proclamado en las Sagradas Escrituras en referencia a Jesucristo.
Acordado el concepto del nuevo proyecto comienzan la búsqueda de los músicos que los acompañarán, convocando al bajista José Amurín. Conformados de esta manera, a mediados de 1991 graban un demo de cuatro temas, el cual comienza a circular rápidamente por todas las FM suburbanas y del interior del país, y lo presentan oficialmente en la FM Rock & Pop, en una nota realizada en el programa Heavy Rock&Pop, conducido por Norberto "Ruso" Verea.
Logos debuta en Buenos Aires el 11 de octubre de 1991 en Cemento, contando ya con el apoyo de un amplio público, y se presenta posteriormente en varias ciudades del interior del país, para promocionar la nueva propuesta.

### La industria del poderyGeneración mutante(1993-1998)
A comienzos de 1993 ingresa a los Estudios Colombia para grabar su primera producción La industria del poder bajo la producción artística del técnico Néstor "Pájaro" Randazzo. El álbum gana todas las encuestas realizadas por los medios especializados, siendo seleccionado como Disco del Año, Alberto Zamarbide como Mejor Cantante, y el tema "Como relámpago en la oscuridad" como Mejor Canción.[cita requerida] El 17 de septiembre de ese año Logos presenta oficialmente La industria del poder, abriendo el show de la banda alemana Accept (1976) en el B.A. Madison Stadium de la ciudad de Buenos Aires. En noviembre también comparte escenario con Viper (1985), de Brasil, en Cemento.
En 1994 es la única banda invitada a telonear los tres shows realizados por Kiss en el Estadio Obras Sanitarias. A comienzos de 1995 se presenta en Paraguay y en el Festival MercoRock realizado en Brasil, y comienza a trabajar en la preproducción de un nuevo material junto a Rudy Sarzo — Quiet Riot, Ozzy Osbourne, Whitesnake , Dio (1982)— como productor artístico. En el mes de mayo, el grupo ingresa a los Estudios El Pie de la ciudad de Buenos Aires para comenzar la grabación de su segunda producción, Generación mutante. A mediados de ese año la banda viaja a Estados Unidos para apoyar el lanzamiento del flamante Sello Sarzo Music, a través del cual se edita su nuevo trabajo en aquel país, y se presenta en el Hard Rock Cafe de Miami, contando con la participación de Esteban Zamarbide en bajo. Luego regresa a la Argentina para participar del Monsters of Rock realizado en el Estadio Ferrocarril Oeste junto a Megadeth, Alice Cooper, y Ozzy Osbourne, entre otros. Hacia fines de este año incorporan al bajista Beto Ceriotti.
En 1996, la banda se presenta junto a Horcas, Rata Blanca y Vibrion en el marco del festival itinerante Metal Rock Festival I. Comenzarían el 12 de abril en el estadio de Morón y continuaría el 13 de abril en el estadio Obras, fecha en la que rindieron homenaje a V8 los exmiembros de la mítica banda. Aquella noche "Beto" Zamarbide y Miguel Roldán, junto a Osvaldo Civile y Gustavo Rowek realizan la grabación del disco en vivo llamado Homenaje, con covers de V8.

En agosto Adrian Cenci, dando forma a Almatica y Cenci solista, y el resto de la banda deciden desvincularse voluntariamente, y es reemplazado por el baterista Fernando Scarcella. Con esta nueva formación, Logos se presenta junto a Manowar en el Estadio Obras Sanitarias, el 23 de noviembre.
En enero de 1997 el grupo recorre algunas ciudades del interior junto a Criminal (1991) de Chile, y graba un demo promocional con los temas "Confusión mental" y "Miedo a la libertad", el cual se distribuye gratuitamente en sus presentaciones. En diciembre graba el álbum Tercer acto, registrado en vivo en el Auditorio Promúsica de la ciudad de Buenos Aires, con Machi Madco como bajista invitado. El trabajo se edita también en España a través del Sello A la Caza de Ñú. La banda realiza una última presentación en la ciudad de Río Gallegos a fines de ese año.
A principios de 1998 Beto Zamarbide se radica en Estados Unidos y se aboca a obtener un College Degree en la carrera de Music Business, en el país que dio origen al rock. Lo realiza en el Miami Dade College de Miami.En 1999 Miguel Roldán comienza un proyecto personal llamado Cruel Adicción, con el que graba en diciembre de 2002 el disco Resurgir, editado por el Sello Heaven Records.

### Regreso (2004)

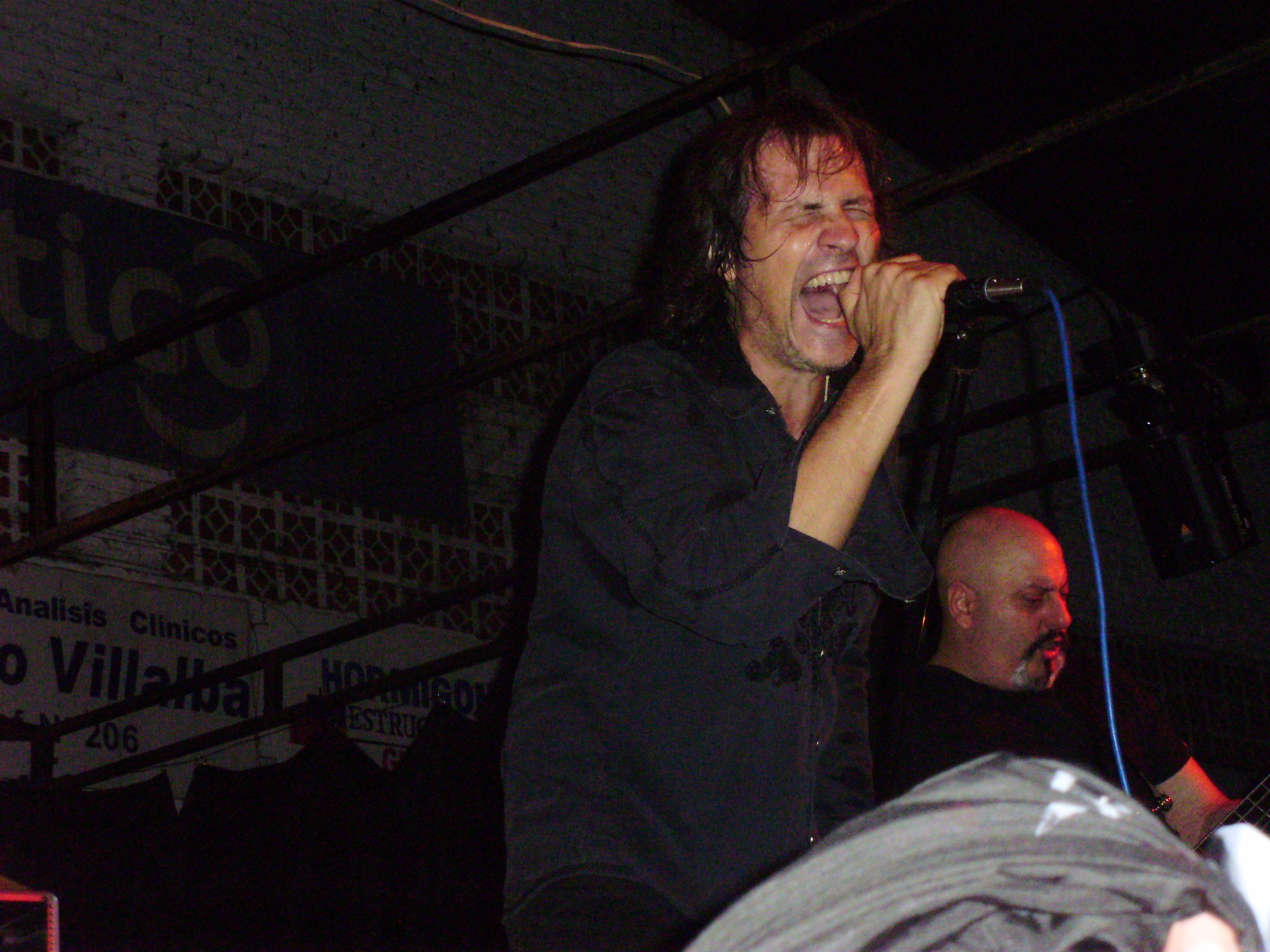
Alberto Zamarbide y Walter Scasso (2010).

A principios de 2004, luego de un paréntesis de seis años, Zamarbide y Roldán vuelven a reunirse para proseguir con la trayectoria del grupo. De esta manera, el 1 de mayo Logos se presenta por primera vez en Europa, en el marco del Festival Viña Rock realizado en España. Primeramente se intentó contactar a Fernando Scarcella (Baterista previo a la separación del grupo) pero este se encontraba tocando en Rata Blanca, por lo que se buscó a alguien nuevo este sería Marcelo Ponce y finalmente se completaría la formación con la incorporación de Walter Scasso (compañero de Roldán en Cruel Adicción) en el bajo, y con esta formación se concretaria el regreso del grupo. Los días 3 y 4 de diciembre retornan a los escenarios porteños realizando dos emotivos shows en El Teatro de Colegiales, evento que la revista Rock Brigade de Argentina en su encuesta anual, señalaría como Mejor show nacional, ganando además en el rubro Mejor banda nacional de 2004. Durante el año 2005, Logos empieza a trabajar en la preproducción de su próximo disco, este material nuevo es presentado en las principales capitales argentinas.
En 2006, en medio de una agitada agenda participan en importantes festivales y recitales a lo largo de todo el país y cierran la gira en Buenos Aires en el mes de julio. Entonces comienzan la producción de su nuevo álbum de estudio, con la producción de Miguel Roldán. Plan mundial para la destrucción es el nombre de su nueva placa, la cuarta en su carrera, editada por el Sello Icarus Music. La fecha elegida para su lanzamiento y ejecución fue el 21 de octubre de 2006, el lugar sería el Teatro Flores de Buenos Aires, festejando 15 años desde su formación original. Luego de agotadas las dos primeras ediciones de la nueva placa, a menos de un mes de su lanzamiento, Logos realiza la presentación oficial de Plan Mundial para la Destrucción en el Teatro Lacroze de Buenos Aires el 8 de diciembre. La banda finaliza el año filmando el videoclip del primer corte del álbum, el tema "Darse cuenta", con la dirección de Octavio Lovisolo, para luego iniciar una gira que abarcó las principales capitales argentinas.
A comienzos de 2007 vuelven a presentarse en los principales festivales nacionales, y a mitad de año ingresan nuevamente al estudio de grabación para reversionar los temas clásicos que conforman su repertorio, más algunos temas de la última etapa de V8. En septiembre son invitados a participar del Pepsi Music Festival 2007 realizado en el Estadio Obras Sanitarias de Buenos Aires. El 15 de diciembre de 2007, luego de un vibrante show en la ciudad de Montevideo, Logos se presenta por primera vez como banda principal en el Estadio Obras Sanitarias de Buenos Aires para realizar la grabación de su primer DVD, material que fue editado por SBA Música en junio de 2008.
A partir de ese mes la banda comenzaría una gira, que debido a la cantidad de conciertos, tuvo que ser dividida en dos etapas. Logos recorre más de 40000 kilómetros presentándose en las principales ciudades de Argentina, así como en Uruguay, Chile y Brasil. Durante este período se finaliza la mezcla y la masterización de su quinto álbum A través de los tiempos, el cual es una coproducción de Logos, Hurling Metal Records y Prisa Distribución, y cuyo lanzamiento es presentado el 13 de diciembre de 2008 en el Teatro Roxy de la Ciudad Autónoma de Buenos Aires.

### Separación (2013)
El 17 de febrero de 2013 Alberto Zamarbide anunció la separación de Logos en el website de la banda:

«Durante más de dos décadas, el público metalero, se ha acostumbrado a escuchar grandes anuncios a lo largo de nuestra carrera. Juntos, siempre hemos compartido nuestra historia y legado. Hoy, sin embargo, tenemos que hacer público, unos de esos anuncios que no desearíamos dar nunca. Desafortunadamente, diferencias relevantes en la dirección musical y artística de nuestro grupo, nos obligan a tomar la decisión, junto a Miguel Roldán, de no continuar con la trayectoria artística de Logos.

En los últimos años, y con gran esfuerzo e ilusión hemos llevado nuestra música a cada rincón de Argentina y América Latina. No ha sido un camino fácil pero sí lleno de emociones y experiencias de vida que hemos compartido con nuestro público en cada concierto. En cada lugar pequeño o grande donde cada uno de ustedes nos abrió sus puertas y sus corazones. Por eso, quiero a través de estas líneas agradecer desde lo más profundo de mi corazón, el sacrificio compartido por nuestro management Hurling Metal y cada uno de ustedes que siempre nos permitieron ser más y mejores. Ese fervor, ese calor que siempre estuvo presente, permanecerá en mí mientras tenga energía, para no “rendirme” jamás. La historia esta aún por escribirse y aunque esto sea un adiós a Logos, siempre siguen quedando hojas en blanco»

En la Actualidad Zamarbide se dedica cantar como solista y también con su nuevo Grupo Primal, por otro lado Miguel Roldán dicta clases de guitarra en forma particular y se encuentra a fin de publicar su primer libro “Guitarra y Música - Teoría Aplicada a la Ejecución del Instrumento” editado en forma independiente; y por su Parte tanto Walter Scasso como Marcelo Ponce siguen dedicándose a la música encarando nuevos proyectos.

## Miembros

### Última formación
- Alberto Zamarbide - Voz
- Miguel Roldán - Guitarra
- Walter Scasso - Bajo
- Marcelo Ponce - Batería

### Miembros anteriores
- José Amurín - Bajo
- Beto Ceriotti - Bajo
- Mariano Hospital - Bajo
- Machi Madco - Bajo (Invitado: 1997-1998)
- Adrián Cenci - Batería
- Fernando Scarcella - Batería

## Discografía

### Álbumes
- 1993 - La industria del poder
- 1995 - Generación mutante
- 1998 - Tercer acto
- 2006 - Plan mundial para la destrucción
- 2009 - A través de los tiempos